# Afronersia datis
Afronersia datis är en insektsart som beskrevs av Ronald Gordon Fennah 1957. Afronersia datis ingår i släktet Afronersia och familjen Dictyopharidae. Inga underarter finns listade i Catalogue of Life.